# 埃斯特美術館
埃斯特美術館（義大利語：Galleria Estense）是義大利城市摩德納的一座美術館。埃斯特美術館主要收藏14至18世紀義大利畫家的作品，美術館的藏品大多來自埃斯特家族的收藏。埃斯特美術館開業於1884年。

## 外部連結
- Official website （页面存档备份，存于）